# 3 ноември
3 ноември е 307-ият ден в годината според григорианския календар (308-и през високосна). Остават 58 дни до края на годината.

## Събития
- 1493 г. – По време на второто си плаване до Америка Христофор Колумб открива остров Доминика.
- 1839 г. – В Цариград е провъзгласен „Гюлханският хатишериф“.
- 1867 г. – Отрядите на Джузепе Гарибалди губят от френската армия Битката при Ментана и не успяват да свалят Временното правителство на папата в Рим (то пада три години по-късно).
- 1887 г. – Основан е португалският футболен отбор Академика от град Коимбра.
- 1903 г. – С подкрепата на САЩ Панама обявява независимост от Колумбия.
- 1912 г. – Балканската война: Турция се обръща към Великите сили с молба те да посредничат за преустановяването на военните действия.
- 1916 г. – Катар попада под британска протекция.
- 1918 г. – Полша обявява независимост от Русия.
- 1918 г. – Австро-Унгария напуска Тройния съюз.
- 1943 г. – Холокост: В концентрационния лагер Майданек (на територията на Полша) по време на Празника на земята (Erntefest) са разстреляни 18 400 евреи.
- 1957 г. – СССР изстрелва космическия кораб Спутник-2, на борда на който се намира кучето Лайка, първото живо същество от Земята, което излиза в орбита.
- 1961 г. – Бирманецът У Тан е избран за изпълняващ длъжността генерален секретар на ООН.
- 1964 г. – Линдън Джонсън е избран за президент на САЩ.
- 1965 г. – Самолет „Дъглас C-54D Скаймейстър“ от ВВС на Аржентина изчезва между военновъздушната база „Хауърд“ и летището в Сан Салвадор. Предполага се че всички 58 души на борда са мъртви.
- 1966 г. – Ураган в Бенгалския залив отнема живота на около 1000 души.
- 1970 г. – Парламентът на Чили избира за президент социалиста Салвадор Алиенде.
- 1973 г. – Програма Маринър: НАСА изстрелва Маринър 10 към Меркурий и на 29 март 1974, той става първият космически апарат, който достига планетата.
- 1978 г. – Доминика става независима от Великобритания държава в чест на годишнината от откриването ѝ.
- 1986 г. – Федерални щати Микронезия придобиват независимост от САЩ.
- 1988 г. – По инициатива на Желю Желев софийски интелектуалци създават Клуб за подкрепа на гласността и преустройството.
- 1989 г. – ПК Екогласност внася в Народното събрание подписка срещу проекта „Рила-Места“, след шествие по улиците на София, което е първа масова демонстрация срещу комунистическата власт в България.
- 1992 г. – Демократът Бил Клинтън побеждава републиканеца Джордж Х. У. Буш и независимия кандидат Рос Перо, и е избран за президент на САЩ.
- 2004 г. – Ясер Арафат изпада в постепенно задълбочаваща се кома; умира на 11 ноември.

## Родени
- 39 г. – Марк Аней Лукан, римски поет († 65 г.)
- 1500 г. – Бенвенуто Челини, италиански скулптор и ювелир († 1571 г.)
- 1560 г. – Анибале Карачи, италиански художник († 1609 г.)
- 1604 г. – Осман II, султан на Османската империя († 1622 г.)
- 1618 г. – Аурангзеб, шести император на моголите († 1707 г.)
- 1718 г. – Джон Монтагю, британски политик († 1792 г.)
- 1749 г. – Даниъл Ръдърфорд, шотландски физик и химик († 1819 г.)
- 1801 г. – Винченцо Белини, италиански композитор († 1835 г.)
- 1852 г. – Мейджи, 122-рият император на Япония († 1912 г.)
- 1855 г. – Степан Юринич, български учен зоолог († 1947 г.)
- 1860 г. – Фредерик Октавиус Пикард-Кеймбридж, английски арахнолог, илюстратор, натуралист († 1905 г.)
- 1869 г. – Васил Златаров, основател и пръв командир на въздухоплаването в България († 1932 г.)
- 1872 г. – Михаил Ганчев, български военен деец († 1931 г.)
- 1885 г. – Николай Аничков, руски патоморфолог († 1964 г.)
- 1893 г. – Алекси Квартирников, български инженер († 1977 г.)
- 1893 г. – Едуард Адълберт Дойзи, американски биохимик, Нобелов лауреат през 1943 г. († 1986 г.)
- 1895 г. – Едуард Багрицки, руски поет († 1934 г.)
- 1900 г. – Адолф Даслер, немски предприемач († 1978 г.)
- 1901 г. – Андре Малро, френски писател († 1976 г.)
- 1901 г. – Леополд III, крал на Белгия († 1983 г.)
- 1921 г. – Чарлс Бронсън, американски актьор († 2003 г.)
- 1922 г. – Георги Свежин, български поет († 2001 г.)
- 1925 г. – Дитер Велерсхоф, немски писател († 2018 г.)
- 1926 г. – Валдас Адамкус, президент на Литва
- 1926 г. – Никола Ковачев, български режисьор († 2005 г.)
- 1931 г. – Моника Вити, италианска актриса († 2022 г.)
- 1933 г. – Амартя Сен, индийски икономист, Нобелов лауреат
- 1935 г. – Георги Мишев, български писател и сценарист
- 1936 г. – Рой Емерсън, австралийски тенисист
- 1939 г. – Налатамби Наваратнараджа, дипломат на Шри Ланка
- 1944 г. – Надежда Захариева, българска поетеса
- 1945 г. – Герд Мюлер, германски футболист († 2021 г.)
- 1945 г. – Ник Симпър, британски баскитарист
- 1954 г. – Кевин Чилтън, американски астронавт
- 1957 г. – Веселин Методиев, български политик
- 1957 г. – Долф Лундгрен, шведски актьор
- 1965 г. – Борислав Гидиков, български щангист
- 1967 г. – Стивън Уилсън, английски музикант
- 1966 г. – Лилия Абаджиева, български режисьор
- 1969 г. – Робърт Майлс, италиански DJ
- 1973 г. – Таня Боева, българска поп и попфолк певица
- 1979 г. – Пабло Аймар, аржентински футболист
- 1982 г. – Евгений Плюшченко, руски фигурист
- 1982 г. – Искра Донова, българска актриса
- 1983 г. – Фининьо, бразилски футболист
- 1988 г. – Ангъс Макларън, австралийски актьор

## Починали
- 361 г. – Констанций II, римски император (* 317 г.)
- 644 г. – Омар I, арабски халиф (* ок. 591)
- 1254 г. – Йоан III Дука Ватаций, император на Никейската империя (ок. 1192)
- 1766 г. – Томас Абт, германски философ (* 1738 г.)
- 1885 г. – Костадин Халачев, български военен деец (* 1861 г.)
- 1903 г. – Киряк Цанков, български революционер и дипломат (* ок. 1847 г.)
- 1914 г. – Георг Тракл, австрийски поет и драматург (* 1887 г.)
- 1918 г. – Александър Ляпунов, руски математик (* 1857 г.)
- 1919 г. – Масатаке Тераучи, Министър-председател на Япония (* 1852 г.)
- 1920 г. – Георги Янков, български военен деец (* 1859 г.)
- 1950 г. – Куниаки Коисо, Министър-председател на Япония (* 1880 г.)
- 1954 г. – Анри Матис, френски художник и график (* 1869 г.)
- 1957 г. – Тодор Радев, български военен деец и политик (* 1887 г.)
- 1959 г. – Андрей Протич, български изкуствовед (* 1875 г.)
- 1970 г. – Петър II, крал на Югославия (* 1923 г.)
- 1971 г. – Янина Поражинска, полска писателка, поетеса и преводачка (* 1888 г.)
- 1981 г. – Едвард Коцбек, словенски поет, писател и публицист (* 1904 г.)
- 1996 г. – Абдула Чатлъ, турски националист и неофашист (* 1956 г.)
- 1996 г. – Жан-Бедел Бокаса, император на Централноафриканска република (* 1921 г.)
- 1998 г. – Боб Кейн, американски аниматор (* 1915 г.)
- 2005 г. – Маргарита Дупаринова, българска актриса (* 1921 г.)
- 2006 г. – Алберто Спенсър, еквадорски футболист (* 1937 г.)
- 2006 г. – Александър Караиванов, български аграрен учен (* 1925 г.)
- 2007 г. – Александър Дедюшко, актьор (* 1962 г.)
- 2010 г. – Виктор Черномирдин, руски политик (* 1938 г.)
- 2014 г. – Димитър Коклин, български художник-гримьор (* 1938 г.)

## Празници
- Православна църква  – почита св. Пимен Зографски, покровител на българските художници, иконописци и реставратори
- Католическа църква – Ден на Свети Хуберт, патрон на ловците
- Световен ден на мъжете (първоначално възниква през 1999 г. в Тринидад и Тобаго; подкрепен е от ООН)
- България – Професионален празник на главната инспекция по труда – На този ден през 1907 г., с указ на княз Фердинанд I, е обнародван Закон за инспектората по труда. С този държавнически акт се поставя основата на институцията Инспекция по труда в България
- България – Ден на българския художник – Отбелязва се от 3 ноември 1993 г. в деня на църковния празник на св. Пимен Зографски, обявен за покровител на българските художници. Празнува се от българските художници, иконописци и реставратори
- Доминика – Ден на независимостта (1978 г., от Великобритания, национален празник)
- Малдиви – Ден на победата
- Микронезия – Ден на независимостта (1986 г., от САЩ)
- Панама – Ден на независимостта (1903 г., от Колумбия, национален празник)
- Япония – Ден на културата (Bunka-no Hi)